# HD 144628
HD 144628 (GJ 613) — одиночная звезда в созвездии Наугольник. Находится расстоянии около 46,8 световых лет от Солнца. Это одна из ближайших к нам звёзд.

## Характеристики
HD 144628 — звезда 7,11 видимой звёздной величины; впервые в астрономической литературе упоминается в каталоге Генри Дрейпера, изданном в начале XX века. Это оранжевый карлик, имеющий массу 70 % солнечной. Диаметр равен 80 % солнечного; температура поверхности звезды составляет около 5071 кельвинов. Светимость HD 144628 равна 26 % солнечной светимости. Планет в данной системе пока обнаружено не было.